# Giuseppe Valadier

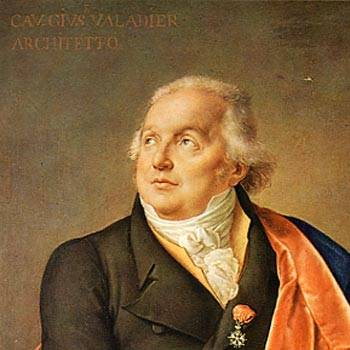
Giuseppe Valadier

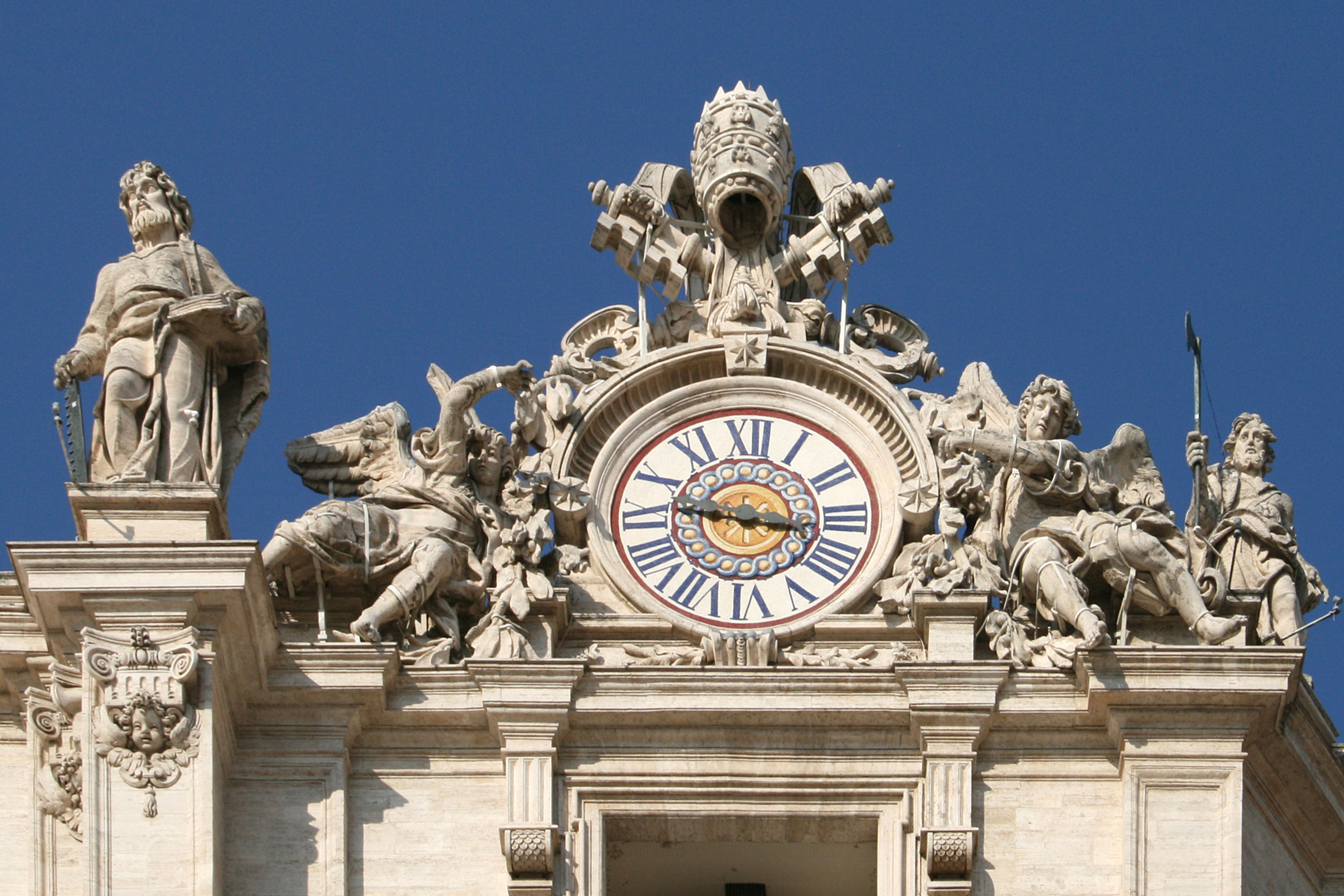
Uhr und Statue des Simon Zelotes von Giuseppe Valadier am Petersdom in Rom

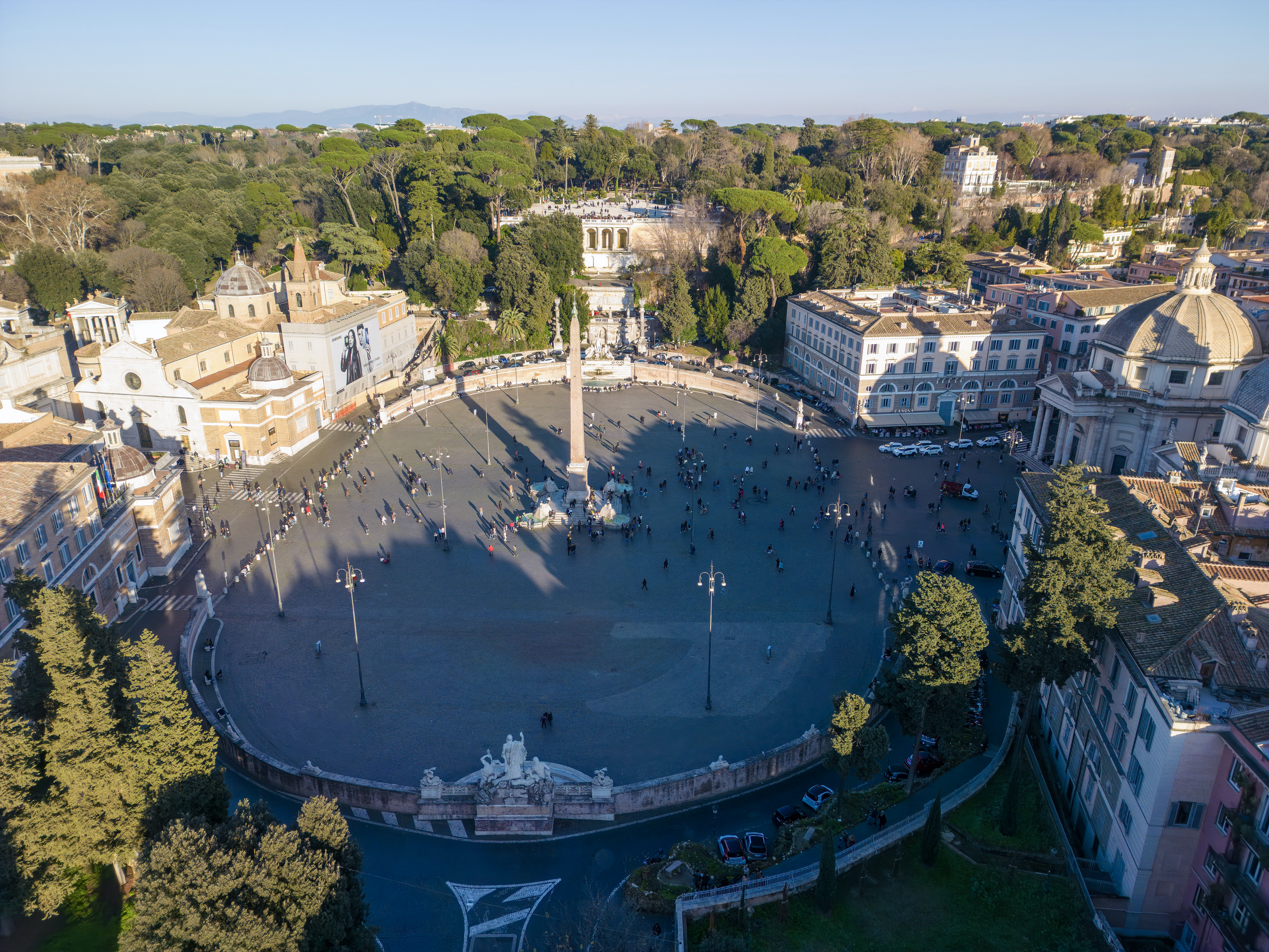
Piazza del Popolo

Giuseppe Valadier (* 14. April 1762 in Rom; † 1. Februar 1839 ebenda) war ein italienischer Architekt, Städtebauer, Archäologe und Goldschmied.

## Leben
Valadier begann seine Laufbahn 1781 als Architekt des päpstlichen Palastes unter Papst Pius VI. Auch während der Besetzung Roms durch die Franzosen während der napoleonischen Ära in den Jahren 1809 bis 1814 und unter Papst Pius VII. behielt er diese Stellung.
1790 hatte Pius VI. den Palazzo Santobono an der Piazza Navona für seinen Neffen Luigi Onesti-Braschi erworben und unter anderem auch Valadier mit Plänen für den Umbau des Palastes beauftragt. Der Papst verwarf diese Pläne jedoch und ließ den Palast durch Cosimo Morelli in einem Stil umbauen, der sich an der Renaissance orientierte. Dies passte durchaus zu den kulturellen und auch politischen Intentionen von Pius VI., liefert zugleich aber auch eine Erklärung dafür, dass sich der Klassizismus in Rom später als im übrigen Europa entfalten konnte. Erst als Valadier den Höhepunkt seines Schaffens erreicht hatte, folgte Rom der Entwicklung in den anderen europäischen Zentren.
Als Architekt erbaute Valadier unter anderem das Teatro Valle (1819) und die Fassaden von San Pantaleo (1806) und San Rocco all’Augusteo (1834) in Rom. Als Archäologe beschäftigte er sich von 1819 bis 1822 mit der Instandsetzung des Kolosseums und des Titusbogens sowie von 1829 bis 1835 mit Restaurierung des Tempels des Portunus (Tempel der Fortuna Virilis).
Als Archäologe leitete er von 1827 bis 1832 zusammen mit Antonio Nibby die Ausgrabungsarbeiten am Kolosseum und auf einem Teil des Forum Romanum, wodurch die ursprüngliche Pflasterung zwischen Kolosseum und Konstantinsbogen ans Tageslicht kam. Ferner grub er am Titusbogen, am Tempel der Venus und der Roma sowie an den Hängen des Campidoglio bis zum Septimius-Severus-Bogen.
Die meisten Spuren hinterließ er jedoch als Städtebauer. 1805 legte er den Verlauf der neuen Via Flaminia fest. 1811 folgte der Generalplan für die Via dei Fori Imperiali, der dann aber erst von den Faschisten zur Durchführung gebracht wurde. Weiter leitete er den Umbau der Piazza San Giovanni in Laterano und die Gestaltung der Villa Torlonia in Rom. Das Meisterwerk Valadiers war jedoch ohne Zweifel die Neugestaltung der Piazza del Popolo. Einen ersten Entwurf hatte er bereits 1793 vorgelegt, von dem allerdings nichts in die endgültige Fassung des zwischen 1811 und 1822 umgebauten Platzes einfloss.

## Weitere Werke
- Kirche Santa Maria del Suffragio, L’Aquila (Kuppel, 1805)
- Kirche Santa Cristina, Cesena (1814–25)[1]
- Kirche Santi Lorenzo e Biagio, Monte San Pietrangeli
- Dom von Urbino (Neubau, 1789)[1]
- Milvische Brücke, Rom (Restaurierung 1805)[1]
- Tempel von Valadier, Genga (1828)
- Anlage des Borgo Valadier auf dem Boden des späteren Fiumicino mit der Kirche Santa Maria della Salute (1823–1828)